# Église de la Panagía Theosképasti
Pour les articles homonymes, voir Église de la Panagía.
 (décembre 2023).
Si vous disposez d'ouvrages ou d'articles de référence ou si vous connaissez des sites web de qualité traitant du thème abordé ici, merci de compléter l'article en donnant les références utiles à sa vérifiabilité et en les liant à la section « Notes et références ».
L’église de Panagía Theosképasti (grec moderne : ιερός ναός της Παναγίας Θεοσκέπαστης / ierós naós tis Panayías Theosképastis, « église de Notre-Dame Voilée-de-Dieu ») est une église byzantine de l'Église de Chypre située au centre de la ville de Paphos, à Chypre. Il fait partie d'un secteur inscrit sur la liste du Patrimoine Mondial de l'UNESCO en 1980.

## Histoire
Son histoire remonte au Xe siècle de notre ère, lorsque l'île de Chypre faisait partie de l'Empire Byzantin. Au cours de l'époque Byzantine, le Christianisme a prospéré sur l'île et de nombreux monastères et églises ont été construites. Parmi eux, l'église Theosképasti, qui était dédiée à la Vierge Marie (en grec: Panagía). Elle a été construite à quelques mètres de la mer, sur un rocher en saillie, dominant le paysage environnant.

## Légendes
À partir de la fin du XIe siècle, les Sarrasins ont commencé à attaquer Chypre. L'église Theosképasti, en raison de sa position, pouvait facilement être repérée par les envahisseurs Arabes, au cours de leurs raids. Toutefois, selon une légende, l'église était voilée avec des nuages sombres de brouillard et rendue invisible dès que les Sarrasins s'en approchaient. En raison de cette légende, l'église reçut le nom de "Theosképasti" à partir du mot grec "theós" et "skepázo" qui veut dire "Dieu" et "voile", respectivement. Ainsi, le nom est "Voilée par Dieu". Selon une autre tradition, une fois que les Sarrasins aient réussi à entrer dans l'église et essayèrent de voler l'or des candélabres, la puissance divine leur coupa les mains.

## La nouvelle Église
L'actuelle église de la Panagía Theosképasti a été construite sur les fondations de l'ancienne église byzantine en 1923. L'architecture de l'ancienne église a été préservée. Une restauration complète de l'église actuelle a été achevée en mars 2009.

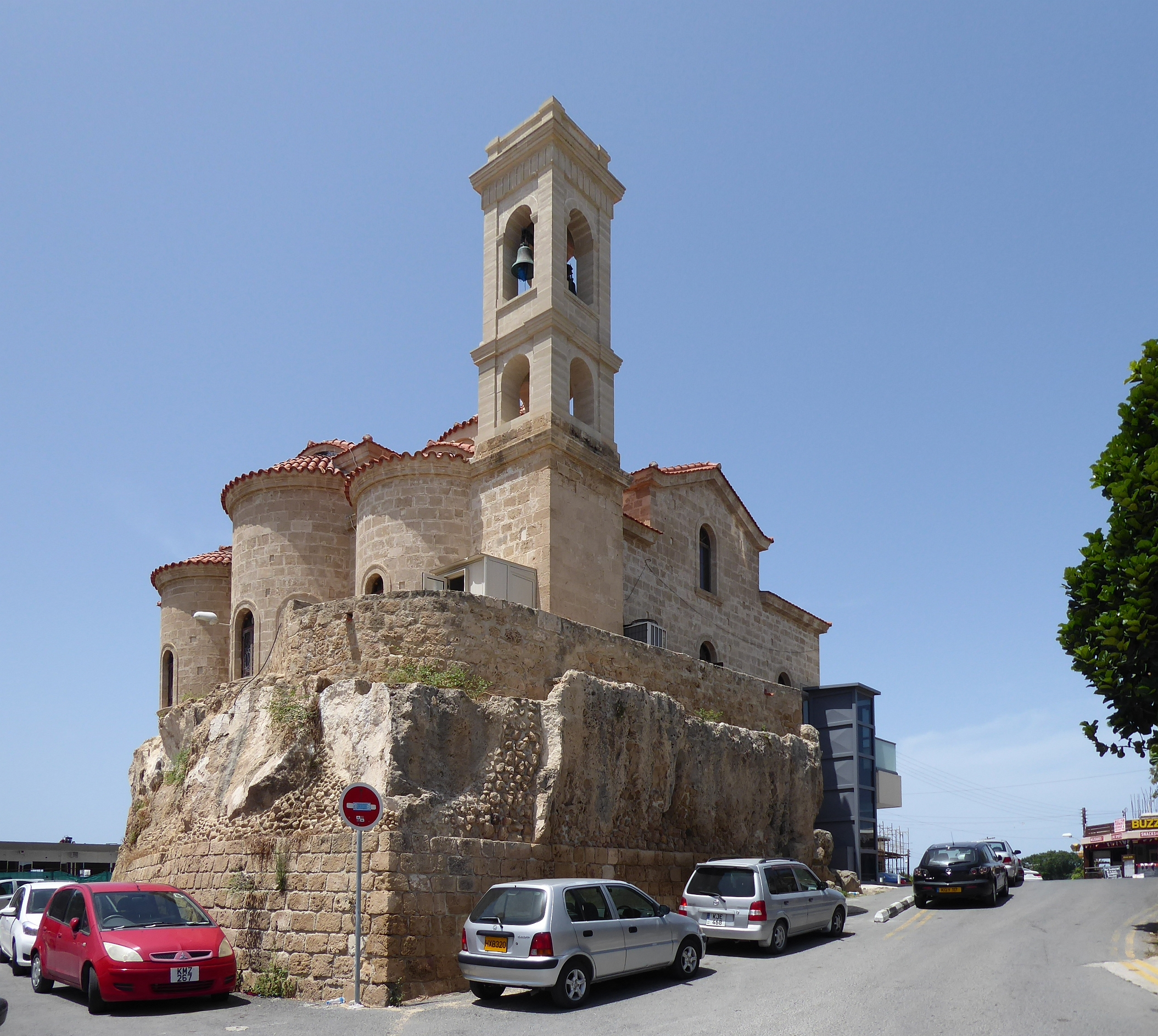
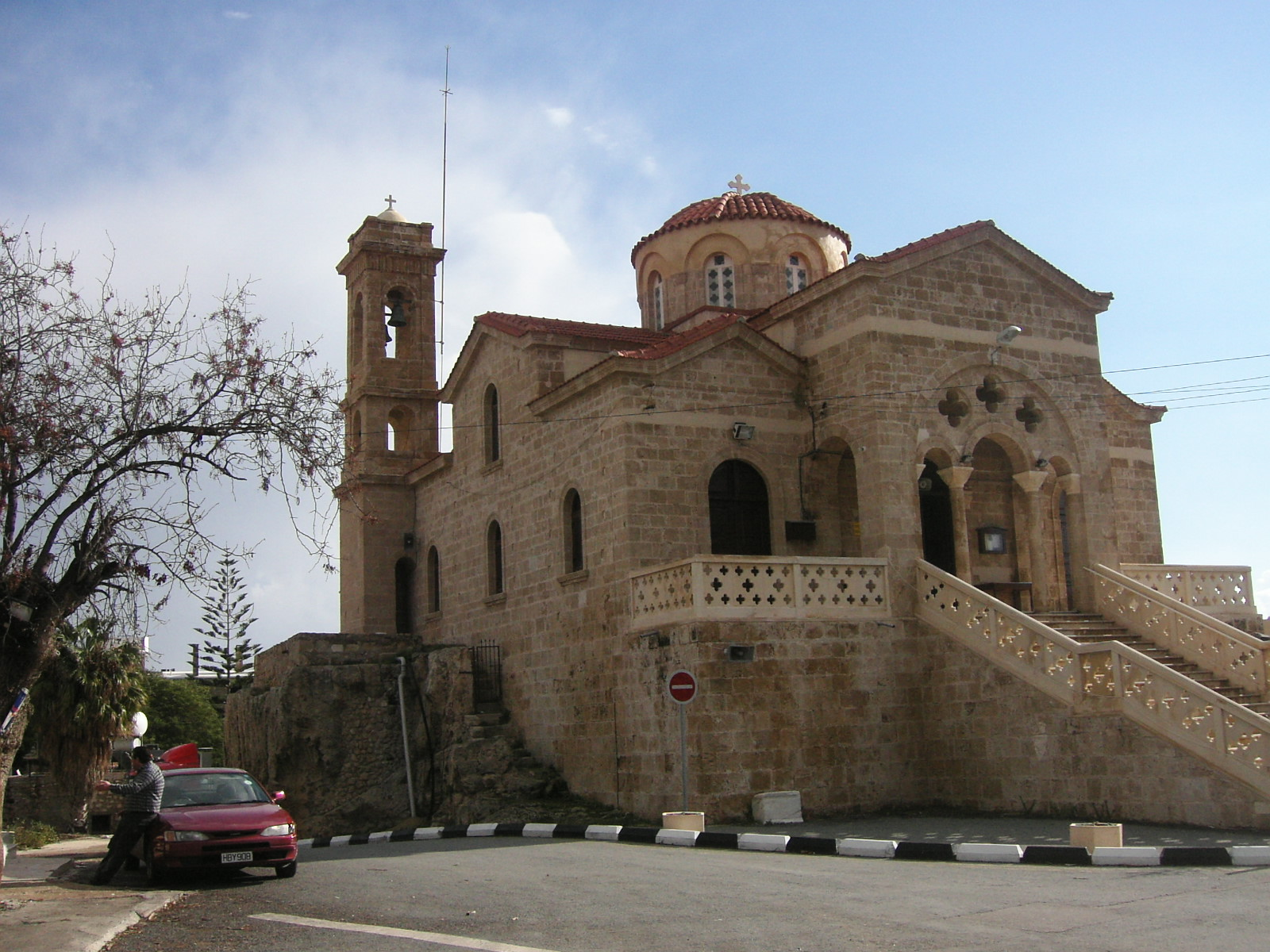

## Expositions
De précieuses icônes portables sont conservées dans l'église Theosképasti. Parmi elles, une icône miraculeuse couverte d'argent, ayant peut-être été l'une des soixante-dix icônes peintes par l'évangéliste Luc.